# Henri de La Rochejaquelein
Henri du Vergier, conde de La Rochejaquelein (30 de agosto de 1772, Castillo Durbelière, cerca de Mauléon - 28 de enero de 1794, Nuaillé) fue el general más joven del Ejército Católico y Real de la Vandea.

## Orígenes
Hijo del marqués de La Rochejaquelein, Henri Louis Auguste de Vergier (1749-1802), y de Constance de Caumont d’Ade (1749-1798), casados en 1769. Fue el segundo de los siete retoños que tuvo el matrimonio y el mayor de los tres varones. Nació en el castillo Durbelière, cerca de Mauleón, entonces llamado Saint-Aubin-de-Baubigné, en 1772. Se educó en la escuela militar de Sorèze. Cuando estalló la Revolución francesa siguió a su padre al exilio, pero volvió para enrolarse en la Garde constitutionnelle du Roi, «Guardia Constitucional del Rey», en 1791, participando como teniente segundo en la defensa del Palacio de las Tullerías.
Tras la caída de las Tullerías, el joven conde se refugia en Poitou, donde se entera de una efímera revuelta campesina en Bressuire, rápidamente sofocada. La Rochejaquelein se retiró a Clisson, cerca de Parthenay, acompañado de su amigo y pariente Louis-Marie de Lescure (1766-1793), con quien compartía el sueño de restaurar la monarquía. Ahí supieron de la sublevación de la Vendée, iniciada el 10 de marzo de 1793.
Temerosos de que al sumarse a algún movimiento contrarrevolucionario sus familiares serían víctimas de la ira de sus enemigos, ambos vivieron retirados de la vida pública hasta que un campesino de Châtillon apareció para reclutar hombres para los rebeldes vandeanos.

## La Vendée

Escudo de la familia de La Rochejaquelein.

La Rochejaquelein y Lescure, con dos pistolas, se unieron a la columna rebelde de Charles de Bonchamps (1760-1793) y Maurice d'Elbée (1752-1794), destacando por su valor en combate. Una tropa de republicanos al mando del general Pierre Quétineau (1756-1794) terminó por avanzar contra Maulón, donde estaban las propiedades de su familia. El conde reunió una tropa de rebeldes católicos y venció a Quétineau en el cementerio de Aubiers, atrincherándose, capturando la artillería enemiga y forzando a huir a los republicanos, avanzando después contra Châtillon y Tiffauges. Para ese entonces comandaba una tropa de 18.000 campesinos provenientes de Nueil-les-Aubiers, Saint-Pierre-des-Échaubrognes y Yzernay, todos mal armados y desorganizados. Sus victorias permiten al contingente que mandaba Lescure ocupar Bressuire, que fue evacuada por los republicanos.
El 2 de abril, La Rochejaquelein participó en la victoria vandeana de Beaupréau, que obligó a los republicanos a retirarse a la otra orilla del río Loira, manteniéndose tres meses sin avanzar sobre la Vandea. El 5 de mayo obliga a la guarnición enemiga de Thouars a capitular. El 16 y el 25 de mayo combatió en Fontenay-le-Comte. En Saumur, entre el 4 y el 9 de junio, destacó por su valor y acabó herido. Este último combate fue la mayor victoria de los vandeanos, que se hicieron con el control de una importante ciudad, del cruce del Loira, de numerosas municiones, cañones y 12.000 prisioneros.
Posteriormente, el 29 de junio, en Nantes, participó en el desastre militar que sufrieron los realistas. Su posterior participación en Luçon, al día siguiente, permitió al grueso del ejército católico retirarse en orden. El 2 de septiembre hubo una nueva derrota monárquica en Chantonnay, donde su campamento base sufrió un ataque sorpresa. Poco después, el conde unía su contingente al de Bonchamps, estableciéndose en Mûrs-Erigné. Poco después se les unía Lescure y una unidad al mando de Jean-Nicolas Stoffiet (1753-1796). Por aquellas fechas, la Convención Nacional aprobaba una violenta campaña de represión contra los vandeanos, superior en crueldad a todas las guerras antes vividas en la región.
Amenazados por la concentración de ejércitos republicanos, La Rochejaquelein y Bonchamps tomaron posiciones en Mûrs-Erigné para reforzar a Sttofiet y Lescure; en la posterior defensa de Châtillon, el 5 de julio, intentaron detener la ofensiva republicana pero fueron vencidos.

### Batalla de Cholet

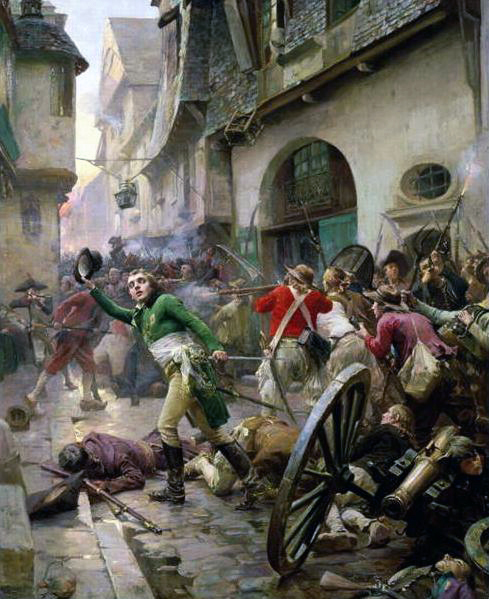
Henri de La Rochejaquelein au combat de Cholet, 17 octobre 1793, pintura de Paul-Émile Boutigny, 1899.

En la Segunda batalla de Cholet, el 17 de octubre, los vandeanos fueron derrotados, Bonchamps murió, La Rochejaquelein asumió el mando interino de los monárquicos y la masa de campesinos católicos vencidos buscó refugio en Beaupréau. El joven conde consiguió animar a los comandantes, convenciéndolos de cruzar el Loira para prevenir su aniquilamiento mientras dejaba un contingente de retaguardia en Beaupréau para defender su retirada. Posteriormente, esa unidad cruzaría rápidamente el río. 
El día 18, 80.000 fugitivos llegaron a Saint-Florent-le-Vieil. Lescure se había opuesto obstinadamente a tal maniobra. Un día después, los campesinos rebeldes se reorganizaban en Varades con sus fuerzas relativamente intactas.
Muertos Bonchamps y Elbée y con Lescure agonizando, los comandantes vandeanos buscaron nombrar un generalísimo que les inspirara confianza. El joven conde fue el único capaz de reanimar el ánimo de combate del ejército. Fue designado unánimemente como comandante en jefe con apenas 21 años. 

### Después de la batalla
Los jefes realistas estaban divididos sobre qué hacer en el consejo de guerra posterior. Algunos querían ir hacia Laval y otros hacia Rennes. Se impuso la primera opción y todo el ejército comenzó una marcha el día 20. El plan incluía un avance sobre Bretaña, conquistar algún puerto y establecer contacto con los británicos, quienes les habían prometido ayuda militar. 
La vanguardia monárquica se componía de 12.000 infantes apoyados por 12 cañones. Las mejores tropas y la mayoría de la caballería estaban en retaguardia. En medio, iba a una masa de mujeres, niños y ancianos, tal vez hasta 50.000 almas. 
El joven conde puso a la mayoría de sus fusileros, dos cañones y casi todo el parque militar en el centro de la gran columna. En la mañana del 22, se encontraron en Laval con una línea de republicanos a los que desalojaron con prontitud. La Rochejaquelein envió su caballería a dispersar a los fugitivos. Cuatro días después obtenía un nuevo éxito en Entrammes. 

## Giro de la Galerna
La Rochejaquelein dividió su ejército en tres cuerpos. Tomaron Ernée el 2 de noviembre y Fougères el día 3 en rápidos ataques consecutivos. A continuación, los vandeanos tomaron rumbo a Dol-de-Bretagne, alejándose definitivamente de Rennes. La Rochejaquelein siguió hacia Pontorson y Avranches, con el puerto de Granville como objetivo final. Con el grueso de la tropa, unos 30.000 hombres, atacó sin éxito el 14 de noviembre. Las fortificaciones demostraron ser demasiado fuertes y la guarnición republicana muy numerosa y motivada. Los vandeanos quedaron completamente desmoralizados y casi se levantaron contra sus líderes exigiendo volver a sus hogares. 

Mapa de la campaña: en negro el avance hacia Granville, en rojo la retirada hasta Le Mans y en azul la retirada hasta Savenay; en rosado la zona de la insurrección vandeana; y en verde el actual departamento de la Vandea.

La Rochejaquelein preparó sus destacamentos y se alejó de la costa, perdiéndose la oportunidad de recibir el soporte político y militar de los británicos, lo único que podría salvarlos. La expedición, comandada por Francis Rawdon-Hastings (1754-1826), más conocido como Lord Moira, no pudo zarpar a tiempo debido a las tempestades, atrasándose decisivamente. Los elementos, las distancias y la defensa de Granville significaron la ruina de los campesinos católicos. 
La retirada estuvo marcada por el valor y la energía demostrada por los jefes monárquicos. La Rochejaquelein puso rumbo a Dol pero los caminos por Pontorson y Antrain estaban cortados por dos ejércitos republicanos, que a marchas forzadas intentaban impedir su retirada. El conde divide sus fuerzas para hacer frente a ambas amenazas. El mismo expulsa de Pontorson al general republicano François-Joseph Westermann (1751-1794) y sus lugartenientes son acosados por varias columnas republicanas, la lucha se prolonga entre los días 16 y 17 de noviembre. El caballo del conde fue herido y él mismo dio señales de gran valor. Como en Laval, los republicanos huyeron en masa, perseguidos incesantemente por la caballería vandeana, obligándolos a huir en el mayor desorden. 
El 21 de noviembre, La Rochejaquelein ocupa Ernée y después Mayenne, continuando hacia Laval el día 27 y más tarde sobre La Flèche. Ahí permaneció hasta diciembre, cuando un consejo de guerra decidió atacar Angers sin demora. El 5 de diciembre, los jefes monárquicos estaban inseguros de atacar por Les Ponts-de-Cé, así que finalmente, atacaron La Flèche por Baugé. Pero estaba demasiado bien defendido y para empeorar las cosas, los vandeanos supieron que refuerzos republicanos se acercaban. Ante el serio riesgo de quedar atrapados entre el Loira y sus enemigos, La Rochejaquelein decidió seguir río arriba con un grupo de soldados seleccionados, vadear el Loira y atacar por la retaguardia a los republicanos mientras el grueso de los suyos atacaba un suburbio seleccionado donde había un puente útil desde el frente. 

### Batalla de Le Mans
El 10 de diciembre, superado por las privaciones, el conde ordena a su ejército marchar sobre Le Mans. Un día más tarde entraba en la ciudad, sin embargo, entre los días 12 y 13 de diciembre los republicanos les dan alcance y atacan la urbe. Viendo perdida la batalla y entendiendo que podía provocarse una masacre, La Rochejaquelein ordena la retirada hacia Laval por el único camino libre, llegando a los escombros de la misma esa noche. 

### Retirada

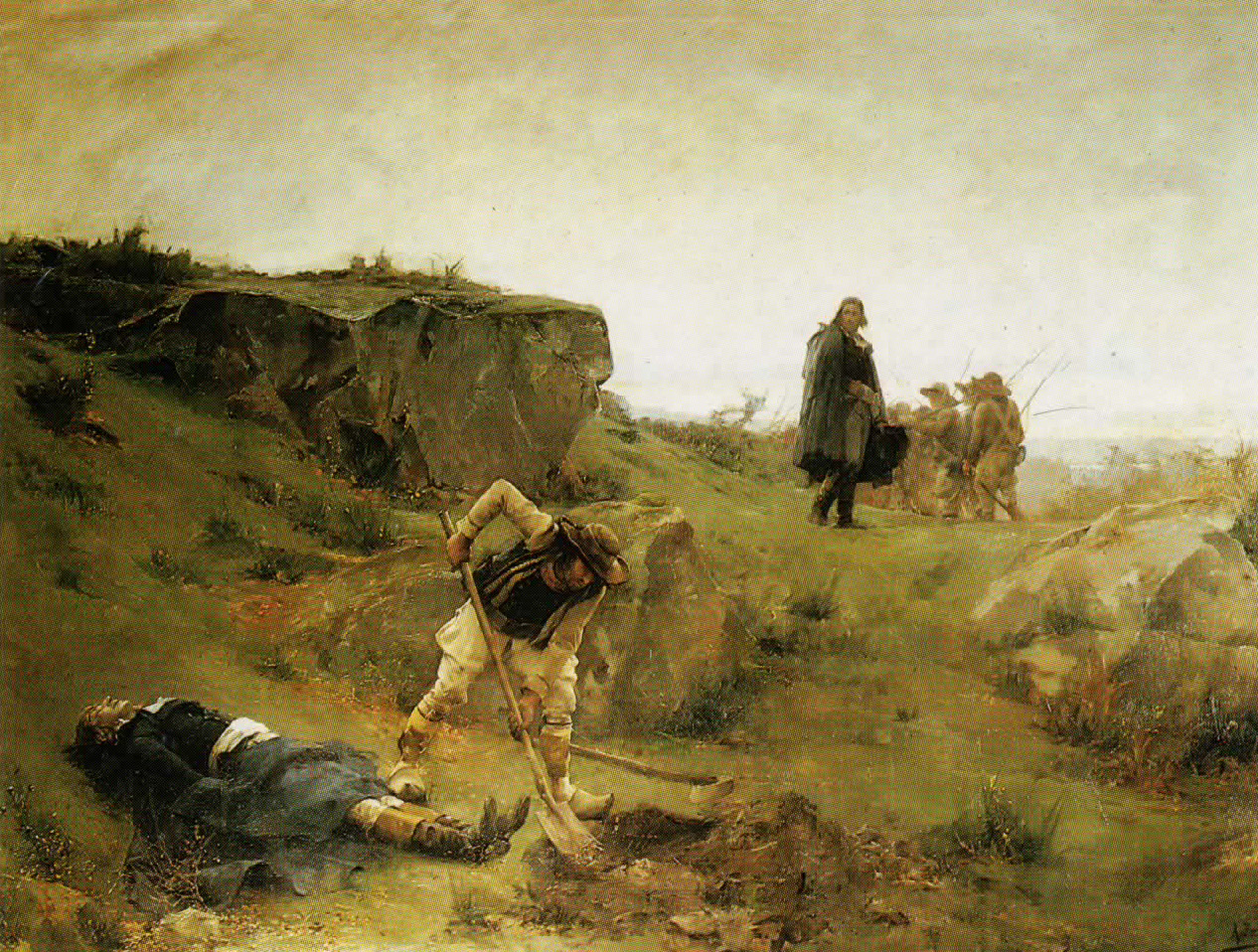
La Mort de Henri de La Rochejaquelein por Alexandre Bloch, fines del

El 14 de diciembre, La Rochejaquelein llegaba a Craon con un ejército constantemente acosado por los republicanos. Sus soldados habían marchado todo un día y toda una noche, motivados por la esperanza de cruzar el Loira por Ancenis. El 15 entraba en Pouancé y al siguiente en Ancenis. No encuentra resistencia, pero tampoco barcos o pontones y la orilla opuesta está bajo poder enemigo.
En el otro lado, se avistan cuatro barcos cargados, listos ser usados para trasladar a sus seguidores por el río. La Rochajaquelein y Stoffiet, junto a Pierre-Louis de La Ville-Baugé (1764-1834) se ofrecen a liderar un grupo de soldados. En un vado cercano encuentran un frágil navío al que usan para transportar la vanguardia. Sin embargo, un ataque sorpresa de los republicanos fuerza a los vandeanos a retirarse a Savenay, donde son masacrados; los sobrevivientes se dispersan bajo una despiadada persecución a cargo de Westermann.

## El final

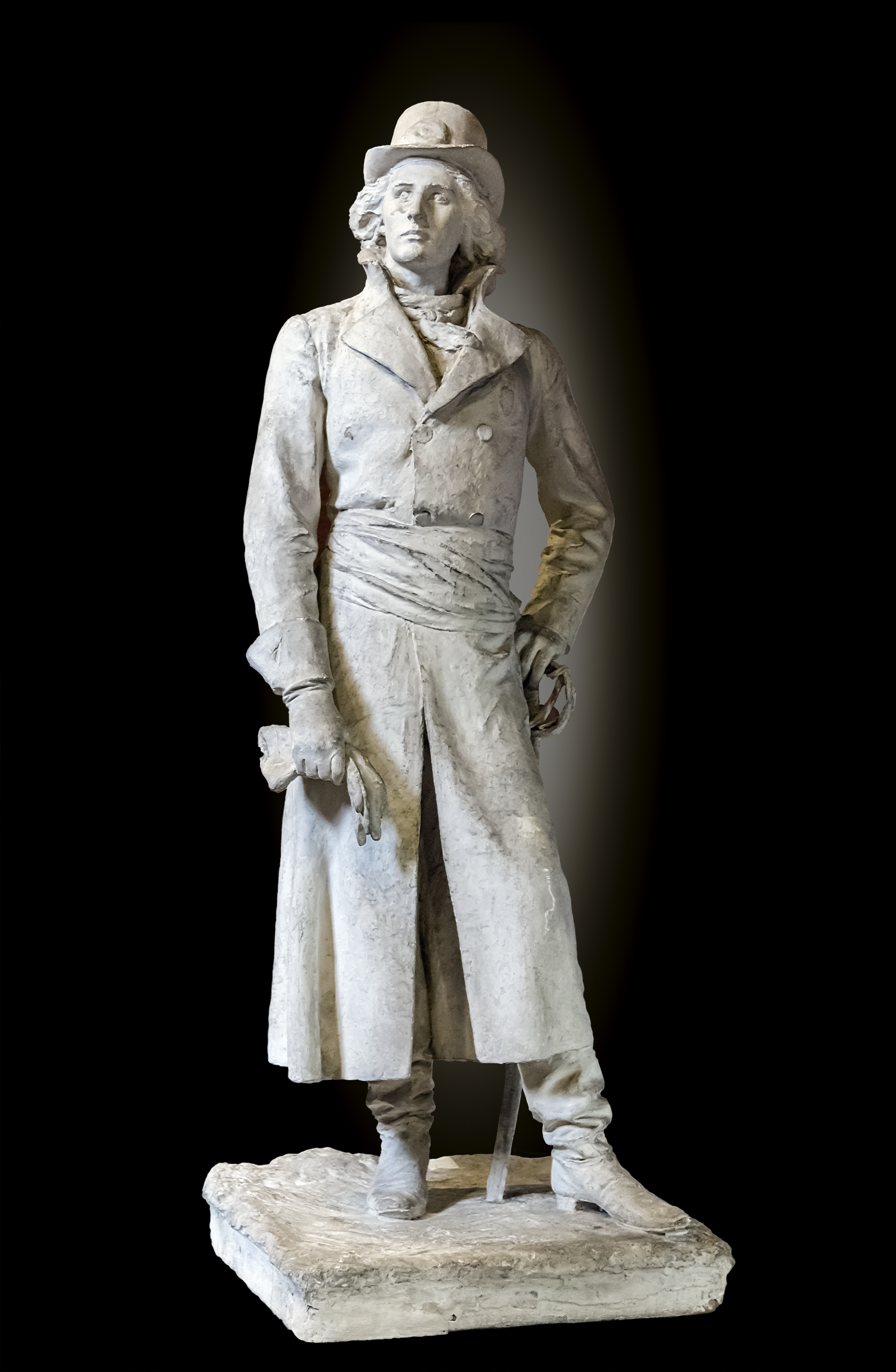
Estatua de Henri de La Rochejaquelein, erigida en 1895 por Alexandre Falguière, ubicada en el Museo de los Agustinos.

La Rochejaquelein, Stoffiet y La Ville-Baugé pasaron vagando, buscando seguidores a lo largo de la orilla del río que habían conseguido cruzar solos o en pequeños grupos. Después de un par de días puso rumbo a Châtillon. 
Dejando todo en manos de la Providencia, pasa por la ciudad de noche sin ser detectado por la guarnición republicana. En una granja cercana a Saint-Aubin-de-Baubigné encontró a su tía, pasando tres días en su compañía y recibiendo ánimos para continuar su lucha. 
Posteriormente, La Rochejaquelein y sus seguidores se refugiaron en las ruinas del castillo donde nació, lugar que había sido incendiado por soldados republicanos. Ocultos entre las ruinas recibieron informaciones que se acercaba una columna enemiga. 
Rápidamente preparó a sus hombres y estableció contacto con la guerrilla de François de Charette (1763-1796), quien se hallaba en las cercanías. Mientras, se aproximaba la columna del general Étienne Jean-François Cordellier-Delanoüe (1767-1845) y el conde decidió establecer un cuartel más seguro en el bosque de Vezins, controlando el camino hacia Cholet, el cual tenía bajo permanente vigilancia, consiguiendo capturar varios convoyes de municiones. A raíz de esto, algunos oficiales republicanos prometieron una tregua al campesinado de la región, pero solo se dedicaron a reprimir indiscriminadamente a los vandeanos, lo que únicamente sirvió para incrementar el número de rebeldes y permitirle al conde operar fuera del bosque nuevamente, poniendo en jaque las posiciones del general Cordellier-Delanoüe. 
El 28 de enero de 1794 lanza su última expedición. La guarnición de Cholet había recibido órdenes de quemar la ciudad de Nuaillé, La Rochejaquelein los atacó después que iniciaran el incendio, atrapando a numerosos republicanos entre sus hombres y las llamas, otros se abrieron paso a la desesperada. El jefe rebelde se monta en su caballo y sale en busca de dos oficiales de granaderos que han huido a pesar de las advertencias de sus subordinados, a los que dejan atrás, pero los oficiales han escuchado que se trata del general La Rochejaquelein y cuando aquel se les acerca a ofrecerles perdonar sus vidas sí se rinden, uno de ellos le dispara en la cabeza, matándolo instantáneamente. 

### Tumba
Según los testimonios de sus compañeros, La Rochejaquelein fue enterrado en el mismo lugar de su muerte, en una tumba anónima para evitar una exhumación y defenestración de sus restos. Años después su cuerpo fue trasladado a Mauléon, en Deux-Sèvres. Un cenotafio existe hoy en la salida de Cholet que conecta con Saumur.